# Казуо Ечиго
Казуо Ечиго (јап. 越後 和男; 28. децембар 1965) бивши је јапански фудбалер.

## Каријера
Током каријере је играо за ЈЕФ Јунајтед Ичихара и Вегалту Сендај.

## Репрезентација
За репрезентацију Јапана дебитовао је 1986. године. За тај тим је одиграо 6 утакмица и постигао један гол.

## Статистика
| Јапан  | Јапан   | Јапан  |
| Година | Наступи | Голови |
| ------ | ------- | ------ |
| 1986.  | 3       | 0      |
| 1987.  | 3       | 1      |
| Укупно | 6       | 1      |